# Liga Premier de Kuwait 2016-17
La temporada 2016-17 de la Liga Premier de Kuwait fue la 55ta edición de la Liga Premier de Kuwait desde que fue establecida en 1962. La temporada comenzó el 28 de septiembre de 2016 y finalizó el 25 de mayo de 2017, con la coronación del Qadsia SC por décima octava ocasión, superando por dos al club Al Arabi. 

## Equipos
Participaron los 15 equipos que disputaron la temporada anterior. La Federación continuó suspendida por la FIFA, por lo que se aplazó un año más, la reanudación de la División Uno de Kuwait. El Al-Qurain SC, que tenía planificado debutar en la liga, no salió, y el club Al Tadamun pudo retornar, luego del retiro en la temporada anterior.
El Qadsia SC partió como campeón defensor de la liga.

### Datos generales
Equipos ordenados alfabéticamente.
| Equipo         | Ciudad        | Estadio                  | Capacidad |
| -------------- | ------------- | ------------------------ | --------- |
| Al Arabi       | Al Asimah     | Sabah Al-Salem           | 22,000    |
| Al Fahaheel FC | Al Asimah     | Nayif Daboos             | 3,000     |
| Al Jahra SC    | Al Jahra      | Al Shabab Mubarak Alaiar | 17,000    |
| Al Kuwait      | Al Asimah     | Al Kuwait SC             | 18,000    |
| Al Naser       | Al Farwaniyah | Ali Al-Salem Al-Sabah    | 10,000    |
| Qadsia SC      | Hawalli       | Mohammed Al-Hamad        | 22,000    |
| Al Sahel       | Ahmadí        | Abu Halifa City          | 5,000     |
| Al Salibikhaet | Al Asimah     | Al Salibikhaet           | 7,000     |
| Al Salmiya SC  | Hawalli       | Thamir                   | 16,100    |
| Al Shabab SC   | Al Ahmadi     | Al-Ahmadi                | 18,000    |
| Al Yarmouk     | Hawalli       | Mishref                  | 12,000    |
| Kazma SC       | Al Asimah     | Al-Sadaqua Walsalam      | 21,500    |
| Khaitan SC     | Al Asimah     | Khaitan SC               | 3,000     |
| Al Tadamun     |               |                          |           |
| Burgan SC      |               |                          |           |

## Tabla de posiciones
| Pos | Equipo             | PJ | PG | PE | PP | GF | GC | Dif | Pts |
| --- | ------------------ | -- | -- | -- | -- | -- | -- | --- | --- |
| 01. | Al Kuwait SC (C)   | 28 | 21 | 06 | 01 | 70 | 17 | +53 | 69  |
| 02. | Qadsia SC          | 28 | 21 | 04 | 03 | 57 | 17 | +40 | 67  |
| 03. | Al Naser           | 28 | 18 | 03 | 07 | 49 | 30 | +19 | 57  |
| 04. | Al Arabi           | 28 | 15 | 09 | 04 | 57 | 34 | +23 | 54  |
| 05. | Kazma SC           | 28 | 12 | 10 | 06 | 54 | 36 | +18 | 46  |
| 06. | Al Salmiya         | 28 | 12 | 07 | 09 | 47 | 33 | +14 | 43  |
| 07. | Al Jahra           | 28 | 12 | 04 | 12 | 52 | 51 | +1  | 40  |
| 08. | Al Tadamun         | 28 | 10 | 09 | 09 | 39 | 37 | +2  | 39  |
| 09. | Al Fahaheel (D)    | 28 | 11 | 05 | 12 | 39 | 43 | -4  | 38  |
| 10. | Al Shabab (D)      | 28 | 06 | 11 | 11 | 39 | 46 | -7  | 29  |
| 11. | Al Yarmouk (D)     | 28 | 06 | 08 | 14 | 40 | 51 | -11 | 26  |
| 12. | Al Sulaibikhat (D) | 28 | 06 | 05 | 17 | 32 | 44 | -12 | 23  |
| 13. | Khaitan SC (D)     | 28 | 06 | 04 | 18 | 25 | 56 | -31 | 22  |
| 14. | Al Sahel (D)       | 28 | 05 | 07 | 16 | 27 | 61 | -34 | 22  |
| 15. | Burgan SC (D)      | 28 | 03 | 02 | 23 | 23 | 90 | -67 | 11  |

Pts = Puntos; PJ = Partidos jugados; G = Partidos ganados; E = Partidos empatados; P = Partidos perdidos; GF = Goles anotados; GC = Goles recibidos; Dif = Diferencia de goles

(C) = Campeón; (D) = Descendido.

Actualizado al 29 de mayo de 2017.
1. ↑  Ganador de la Copa del Emir de Kuwait 2016-17.
2. ↑  Sí el Al Kuwait SC avanza a la fase de grupo de la LC, entonces ocupará su puesto en la fase de grupo de la Copa AFC 2018.

|  | Liga de Campeones 2018 (Ronda preliminar)    |
|  | Copa AFC 2018 (Fase de grupo)                |
|  | Copa GCC 2018                                |
|  | Copa de Clubes del Mundo Árabe 2017-18       |
|  | Descenso a la División Uno de Kuwait 2017-18 |

## Goleadores
Fuente:
| Lugar | Jugador            | Equipo         | Goles |
| ----- | ------------------ | -------------- | ----- |
| 1     | Patrick Fabiano    | Kazma SC       | 17    |
| 2     | David Silva        | Al Qadsia      | 14    |
| 2     | Nayef Zuwaid       | Al-Salmiya SC  | 14    |
| 4     | Meshaal Al Sulaili | Al Nasr SC     | 11    |
| 4     | Abdullah Kolibali  | Al Fahaheel FC | 11    |